# Кошевка
Ко́шевка (укр. Ко́шівка) — село Черниговского района Черниговской области Украины. Население 204 человека.
Код КОАТУУ: 7425585503. Почтовый индекс: 15518. Телефонный код: +380 462.

## Власть
Орган местного самоуправления — Новобелоусский сельский совет. Почтовый адрес: 15501, Черниговская обл., Черниговский р-н, с. Новый Белоус, ул. Свиридовского, 54.